# 김화군 (조선)
김화군(金化郡)은 강원도에 있던 조선 시대의 행정 구역이다. 대체로 오늘날의 조선민주주의인민공화국 평강군의 동남부와 대한민국 철원군의 동부 지역 (원남면·원동면·임남면 제외)를 관할하였다. 오늘날 조선민주주의인민공화국의 김화군과는 큰 관련이 없다.

## 역사
고구려때는 부여군(夫如郡), 신라때는 부평군(富平郡)으로 불렸다. 1914년에 금성군과 합병되어 김화군이 되었다. 남북 분단의 여파로 분단되어, 휴전선 이남지역은 철원군으로 1963년에 편입되고 휴전선 이북지역은 평강군으로 편입되어 오늘날의 김화군과는 관련 없는 지역이 되었다. 